# 俄然Yeah!
「俄然Yeah!」（がぜんイエー）は、日本の音楽ユニット・mihimaru GTの14作目のシングル。

## 概要
- 前作「パンキッシュ☆」から約4ヶ月ぶりのシングル。
- 表題曲はエムティーアイ『music.jp』のCMソング及び自身が出演するダリヤ『パルティ』夏編のCMソングに使用された[1]。エムティーアイ『music.jp』のCMソングを手掛けるのは前作に引き続き2度目、ダリヤ『パルティ』のCMソングを手掛けるのは前作に引き続き通算5度目となった。後に日本テレビ系列『スッキリ!!』のエンディングテーマと同じく日本テレビ系列『音楽戦士 MUSIC FIGHTER』のオープニングテーマ、九州朝日放送『ドォーモ』エンディングテーマに使用され、最終的に自身初の5つのタイアップシングルとなった。
- 初回限定盤と通常盤の2形態で発売された。初回限定盤には特典として表題曲のミュージック・ビデオとダリヤ『パルティ』夏編のCM映像、hirokoが表題曲の振付をレクチャーするDVDが同梱された[2]。
- 今作の初回限定盤のジャケットはお笑いタレントのいつもここからがイラストを担当した。いつもここからがイラストを手掛けるのは「約束」以来4年ぶり通算3作目となった。このことについてhirokoは「『THE BEST of mihimaru GT』後、初のシングルなので初心に帰る気持ちで依頼した」と語っている[2]。
- オリコンチャート初登場5位を獲得。4作連続トップ10入りを果たした。

## 収録曲
1. 俄然Yeah! [4:56]
作詞：hiroko & mitsuyuki miyake
作曲：mitsuyuki miyake & 櫻井真一 & 日比野元気
編曲：守尾崇
歌詞は同年7月に23歳の誕生日を迎えたhirokoが、ミュージシャンという職業を送る中で日々思うことを、同年代の新入社員の気持ちに置き換えて書いたという[1]。
ミュージック・ビデオはhirokoがOLに扮し、苦労や面白奮闘記をドラマ形式で演じており、初のダンスにも挑戦している[2]。
2. ビバケーション [4:47]
作詞：hiroko & mitsuyuki miyake
作曲：mitsuyuki miyake & hiroko & 川口進 & 日比野元気
編曲：宮内和之 & 崩場将夫
3. Together [4:28]
作詞：hiroko & mitsuyuki miyake
作曲：mitsuyuki miyake & Shifo & 日比野元気
編曲：鈴木Daichi秀行
4. 俄然Yeah! (Instrumental) [4:56]
作曲：mitsuyuki miyake & 櫻井真一 & 日比野元気
編曲：守尾崇
表題曲のインストゥルメンタル。
5. ビバケーション (Instrumental) [4:47]
作曲：mitsuyuki miyake & hiroko & 川口進 & 日比野元気
編曲：宮内和之 & 崩場将夫
カップリング1曲目のインストゥルメンタル。
6. Together (Instrumental) [4:25]
作曲：mitsuyuki miyake & Shifo & 日比野元気
編曲：鈴木Daichi秀行
カップリング2曲目のインストゥルメンタル。

## 参加ミュージシャン
mihimaru GT
- hiroko：Vocals & Rap
- mitsuyuki miyake：Vocals & Rap、Programming

Additional Musician
- 山崎淳：Guitars (#1,4)
- 宮内和之：Guitars & Sound Produced (#2,5)
- キース・ヘインズ：Piano (#1,4)
- 崩場将夫：Keyboards & Programming & Sound Produced (#2,5)
- 田辺トシノ：Bass (#1,4)
- 小川真司：Bass (#2,5)
- 高田真：Drums (#1,4)
- 山下政人：Drums (#2,5)
- DJ MINORU：Turntable (#1,4)
- DJ NON：Turntable (#2,3,5,6)
- 中野勇介：Trumpet (#1,4)
- 五十嵐誠：Trombone (#1,4)
- 鈴木圭：Alto Sax (#1,4)
- 村瀬和広：Tenor Sax (#1,4)
- 鈴木Daichi秀行：Programming & Other Instruments (#3,6)
- 守尾崇：Other Instruments (#1,4)
- 松岡奈穂美：Chorus (#1,4)

## タイアップ
- エムティーアイ『music.jp』CMソング (#1)
- ダリヤ『パルティ』'07夏編CMソング (#1)
- 日本テレビ系列朝の情報番組『スッキリ!!』2007年8月度エンディングテーマ (#1)
- 日本テレビ系列音楽バラエティ番組『音楽戦士 MUSIC FIGHTER』2007年8月度オープニングテーマ (#1)
- フジテレビ系列朝の情報番組『めざましどようび』2007年7,8,9月度テーマ曲 (#2)
- ニッセンレンエスコート『エスコートカード』CMソング (#3)

## 収録アルバム
- mihimarise (#1)
- The Best Selection of ASIA (#1)
- THE BEST of mihimaru GT 2 (#1)
- 10th Anniversary BEST 2003-2013 (#1,3)
- THE SINGLE of mihimaru GT (#1)
- mihimania II〜コレクション アルバム〜 (#2,3)
- mihimania collection (#2,3)